# Escalloniaceae
Escalloniaceae — родина квіткових рослин, що складається з близько 130 видів у семи родах. У системі APG II це одна з восьми родин у кладі Euasterids II (кампануліди), які не розміщені за порядком. Більш пізні дослідження надали докази того, що дві з цих родин, Eremosynaceae і Tribelaceae, виникли з Escalloniaceae; отже, веб-сайт про філогенію покритонасінних об’єднує ці дві родини в Escalloniaceae, а також поміщає одну родину в порядок Escalloniales.

## Склад родини
- Anopterus Labill.
- Eremosyne Endl.
- Escallonia Mutis ex L.f.
- Forgesia Comm. ex Juss.
- Polyosma Blume
- Rayenia Menegoz & A.E.Villarroel
- Tribeles Phil.
- Valdivia Remy